# تشينغ سيساي
تشينغ سيساي (鄭 賽 賽) (بالإنجليزية: Zheng Saisai) مواليد 05 فبراير 1994 في شنشي، الصين، هي لاعبة كرة مضرب صينية. لها أعلى الفردي لاعبات التنس المحترفات الترتيب هو رقم 61 ، والتي وصلت يوم 11 مايو، 2015. حياتها المهنية العالية في الزوجي هو رقم 37 ، التي تحققت على 6 يناير 2014 .

## روابط خارجية
- تشينغ سيساي على موقع رابطة محترفات التنس (الإنجليزية)
- تشينغ سيساي على موقع الاتحاد الدولي لكرة المضرب (الإنجليزية)
- تشينغ سيساي على موقع كأس بيلي جين كينغ (الإنجليزية)
- تشينغ سيساي على موقع خلاصة التنس.كوم (الإنجليزية)
- تشينغ سيساي على موقع اللجنة الأولمبية الدولية (الإنجليزية)
- تشينغ سيساي على موقع أوليمبيديا (الإنجليزية)
- تشينغ سيساي على موقع اللجنة الأولمبية الصينية (الإنجليزية)